# ماروین باگلی
ماروین باگلی (انگلیسی: Marvin Bagley III؛ زادهٔ ۱۶ مارس ۱۹۹۹) بازیکن بسکتبال اهل ایالات متحده آمریکا است.
از باشگاه‌هایی که در آن بازی کرده‌است می‌توان به دیترویت پیستونز و بسکتبال مردان دوک بلو دولز اشاره کرد.